# Astronomisches Rechen-Institut

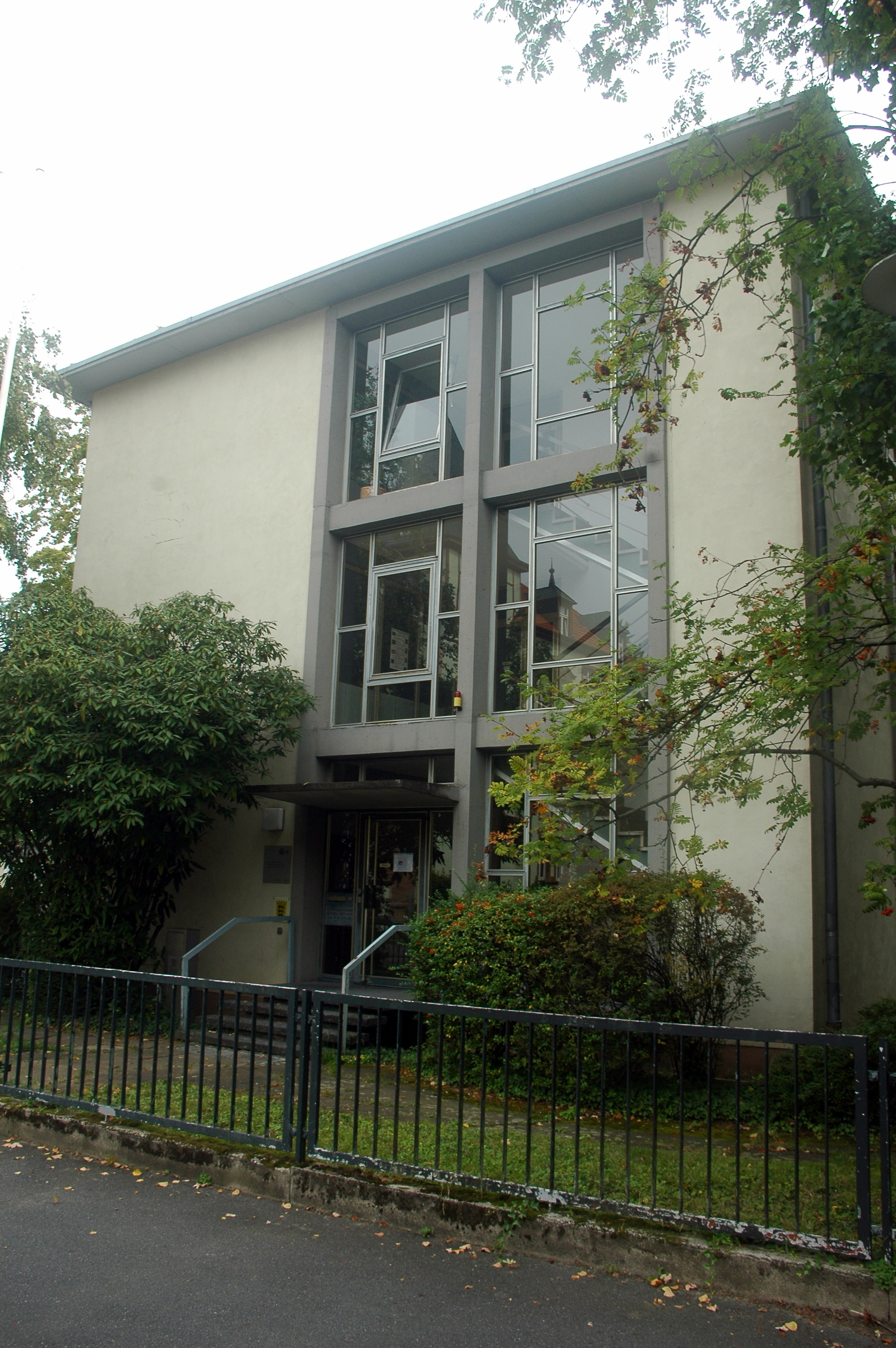
Astronomisches Rechen-Institut i Heidelberg. Huvudbyggnaden på Mönchhofstraße 12-14.

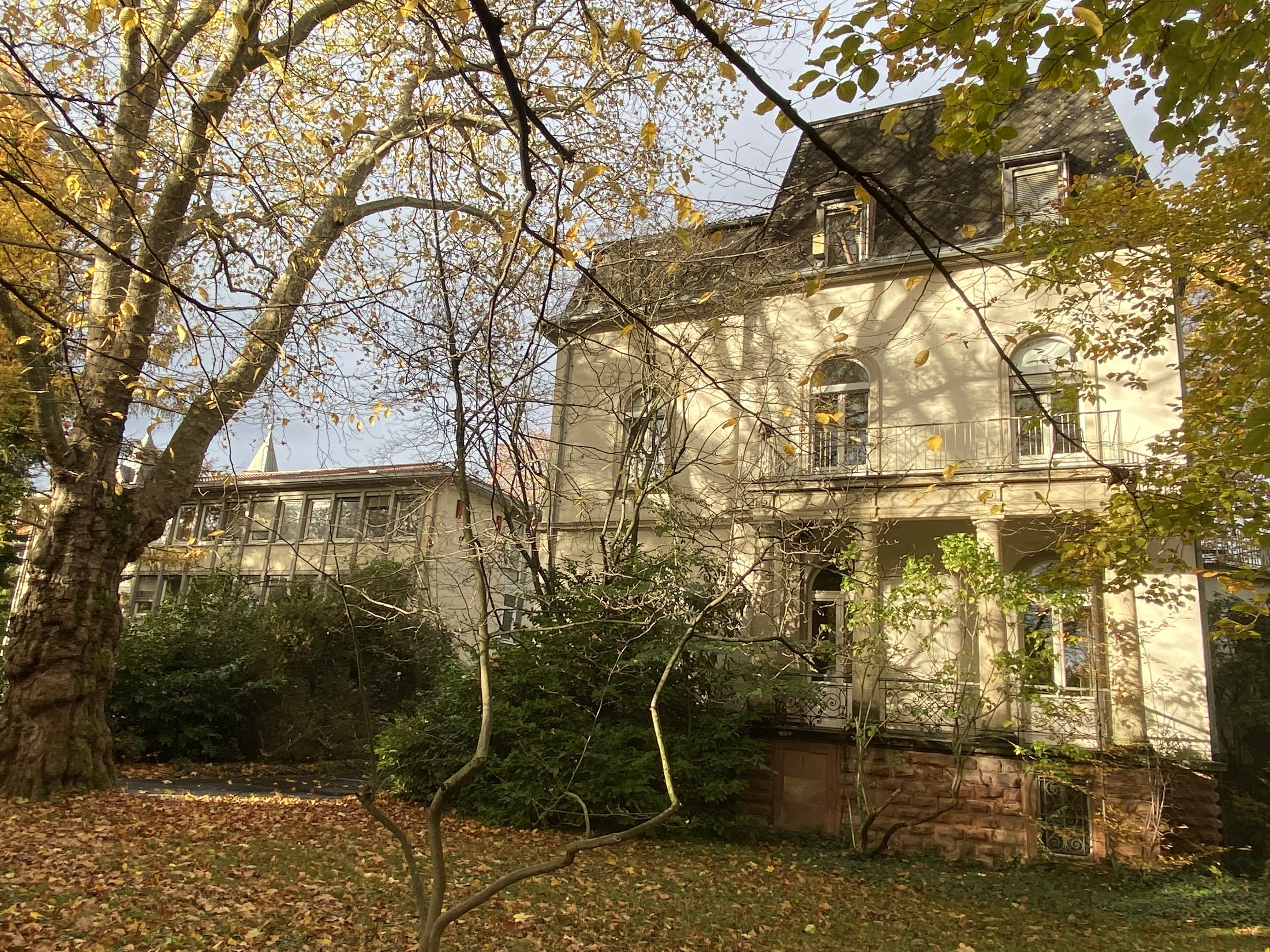
Den tidigare huvudbyggnaden fungerar nu som bibliotek. I bakgrunden till vänster skymtar den nya huvudbyggnaden.

Astronomisches Rechen-Institut ("Astronomiska beräkningsinstitutet"), ARI, är en astronomisk institution som grundades år 1874 och som sedan 2005 ingår i det då instiftade Zentrum für Astronomie vid Universität Heidelberg. Forskningen vid ARI omfattar kosmologi, gravitationslinser, galaxutveckling, stjärndynamik och astrometri. Institutet spelar en ledande roll i Europeiska rymdorganisationens Gaia-projekt.

## Historia
ARI har sitt ursprung i "kalenderpatentet" utfärdat av kurfurst Fredrik III av Brandenburg den 10 maj 1700 vilket gav den strax därefter instiftade Preussiska vetenskapsakademien ensamrätt till all utgivning av kalendrar, stjärnkataloger och liknande i Preussen vid införandet av den gregorianska kalendern även i de protestantiska delarna av Tyskland detta år. Den 18 maj 1700 grundades även observatoriet i Berlin (Berliner Sternwarte) och Gottfried Kirch utsågs till Berlins förste "astronomo ordinario". Berlinastronomernas huvuduppgift var därefter att ge ut astronomiskt korrekta kalendrar. 1865 blev Wilhelm Foerster direktör för observatoriet och 1873 tog han initiativ till en uppdelning av observatoriet i en avdelning för observationer och en annan för teoretiska beräkningar, och året därpå skapades Rechen-Institut zur Herausgabe des Berliner Astronomischen Jahrbuchs ("Beräkningsinstitutet för utgiving av Berlins astronomiska årsbok") med Friedrich Tietjen som direktör. 1896 blev beräkningsinstitutet helt självständigt som Königliche Astronomische Rechen-Institut under ledning av Julius Bauschinger.
Under andra världskriget underställdes institutet den tyska marinen och 1944 flyttades verksamheten till den lilla orten Sermuth vid Colditz i Sachsen på grund av de allierades bombningar av Berlin. När området ockuperades av amerikanska trupper 1945 flyttades huvuddelen av institutet till Heidelberg, som då var amerikanskt huvudkvarter, och sedan krigsslutet är det ett delstatligt forskningsinstitut tillhörigt Baden-Württemberg.

## Direktörer
Från 1700 till 1874 direktörer för berlinobservatoriet.
| År        | Direktör                             |
| --------- | ------------------------------------ |
| 1700–1710 | Gottfried Kirch                      |
| 1710–1716 | Johann Heinrich Hoffmann             |
| 1716–1740 | Christfried Kirch                    |
| 1740–1745 | Johann Wilhelm Wagner                |
| 1745–1749 | August Nathanael Grischow            |
| 1752–1752 | Joseph Jerome Le Francais de Lalande |
| 1754–1755 | Johann Kies                          |
| 1755–1755 | Franz Ulrich Theodosius Aepinus      |
| 1756–1756 | Johann Jakob Huber                   |
| 1758–1758 | Johann Albert Euler                  |
| 1764–1787 | Johann III Bernoulli                 |
| 1787–1825 | Johann Elert Bode                    |
| 1825–1863 | Johann Franz Encke                   |
| 1865–1874 | Wilhelm Foerster                     |
| 1874–1895 | Friedrich Tietjen                    |
| 1896–1909 | Julius Bauschinger                   |
| 1909–1922 | Fritz Cohn                           |
| 1924–1954 | August Kopff                         |
| 1955–1985 | Walter Fricke                        |
| 1985–2004 | Roland Wielen                        |
| 2004–2007 | Joachim Wambsganß                    |
| 2007–     | Eva Grebel / Joachim Wambsganß       |

## Publikationer
Bland institutets publikationer kan nämnas:
- Efemerider och liknande:
  - Fundamentalkatalogerna NFK och FK3-FK6.
  - Apparent Places of Fundamental Stars utgiven årligen sedan 1941
  - Astronomischen Grundlagen für den Kalender utgiven årligen sedan 1947
  - Berliner Astronomisches Jahrbuch (1776-1960)
- Bibliografier:
  - Astronomy and Astrophysics Abstracts (1969–2000)
  - Astronomischer Jahresbericht (1899–1968)